# Falcom Sound Team jdk
Falcom Sound Team jdk（ファルコム サウンドチーム ジェイディーケイ）とは、日本ファルコムのサウンドスタッフチーム。旧表記はFalcom Sound Team J.D.K.。

## 概要
同社のサウンドクリエイターであった古代祐三の退社後、作曲の中心人物となっていた石川三恵子（現・日本ファルコム取締役）をリーダーとして Falcom Sound Team J.D.K. が結成され、1989年に発売された『スタートレーダー』で初めてクレジットタイトルに登場。1995年に発売された『リバイバルザナドゥ』以降は表記が Falcom Sound Team jdkに変更された。
結成以降、ファルコム社内での作曲・編曲は全て Falcom Sound Team jdk (J.D.K.) 名義で行なわれている。この為、クレジットタイトルでその時々のメンバーは公表されているものの、個々の楽曲の作曲・編曲者は公表されていない。また Falcom Sound Team jdk 結成以前の楽曲であっても Falcom Sound Team jdk 結成以降に発売されたサウンドトラック等では作曲者が Falcom Sound Team jdk に変更されている。
同じく「J.D.K. (jdk)」の名を持つ物として「J.D.K. (jdk) BAND」が存在し混同される事もあるが、「Falcom Sound Team jdk」とはまったく別物である。J.D.K.BAND は、ライブなどでファルコム楽曲のアレンジを演奏するバンドであり、メンバーはファルコム社員ではないためゲームミュージックの作曲は行なわない。
なお、ファルコムの音楽には創業者の加藤が同社黎明期に考えた“3原則”があり、「一度聴いたら忘れられない、思わず口ずさんでしまうメロディ」「ここぞというところに、グッとくるサビ」「起承転結が感じられる構成」の3つである。

## J.D.K.の由来
アルバム『イースIV VS 風の伝説ザナドゥ J.D.K.BAND4』付属のライナーノーツによると、名付け親は日本ファルコムの創業者の加藤正幸。J.D.K.は『ジャパン・ダイナマイト・キッズ』または『ジャンピング・デジタル・キッズ』の略とされる。

## 歴代メンバー
かつて在籍したメンバーを含む。かっこ内はファルコム在籍時の名前。｛｝は当時のあだ名。
- 石川三恵子 - 初代リーダー
- 川合将明
- 天門（白川篤史）｛白蔵｝
- まつもとひろし（松岡博文） - 2代目リーダー
- 高橋俊弥
- ＤＩＥ
- 中島タケオ（中島勝）｛マサル｝
- 金田直樹｛キム｝
- 綱島貴博｛タカ坊｝
- 新井智
- 園田隼人｛S｝ - 3代目リーダー
- 小原要
- 松村弘和
- みらゐ（石橋渡）
- 服部麻衣子
- 村山貴英
- 宇仁菅孝宏
- デッドボールP（竹下遼）｛たけたけ｝
- 籾山紗希｛モミコ｝
- 大崎政範
- 萩生田朋克
- 橋本鍾愛
- 古口駿太郎[3]